# Sandberg Guitars
Sandberg Guitars — немецкая компания, производящая гитары и бас-гитары. Продукция направлена в основном на бас-гитары.

## История
Компания была основана Холджером Стонджеком и Джердом Горзелком в 1986 году. На первых этапах занималась производством фортепиано.
Первая мастерская располагалась в старом здании около Вольфсбурга на маленькой улице под названием «Am Sandberg». После длительного поиска названия для компании всё-таки остановились на красивом названии своей улицы — Sandberg.
В начале Холджер и Джерд создавали бас-гитары собственной разработки, а также производили инструменты на заказ. В конце 80-х годов акцент делался на изготовление 5- и 6-струнных бас-гитар со сквозными грифами и дорогими топами из редких пород дерева.
В начале 90-х годов компания Sandberg начала активно развиваться и переехала в более крупный город Брауншвейг, чтобы улучшить качество своей продукции, увеличить объёмы и выйти на новый рынок. Новые мировые тенденции сформировали разнообразие модельного ряда. Была выпущена традиционная серия с креплением грифа на болтах.
В это время музыкант Кен Тейлор (Brian May, Robert Palmer, Bruce Springsteen, Scorpions) искал свой новый звук и остановил внимание именно на бас-гитарах Sandberg. 
Со временем, из-за увеличившихся требований, для производства потребовался CNC Router — деревообрабатывающий станок с компьютерным управлением. Эта система выполняет самые простые функции — вырезает контуры деки и грифа, места для звукоснимателей, фурнитуры и темброблока. Все остальные этапы производства выполняются вручную. Машина работает с точностью до 1/100 мм, но этого недостаточно для идеального конечного результата. Только мастер может довести профессиональный инструмент до полной готовности. В настоящее время в компании Sandberg работает 6 мастеров. Каждый из них специализируется на определённом этапе производства. Работа над грифом и накладкой, установка ладов, придание окончательной формы — это те рабочие моменты, которые выполняются только вручную высококвалифицированными опытными мастерами.
В начале нового тысячелетия компания Sandberg выпустила новую серию — California. Эта серия совмещает в себе традиционный дизайн с современными компонентами. На бас-гитары Sandberg устанавливаются звукосниматели и темброблоки таких немецких производителей, как Delano, Haussel, Glockenklang, а также собственного производства. Остальные комплектующие изготовлены согласно спецификациям компании Sandberg.
Постоянное стремление к новому, работа с необычными формами и материалами отражает философию компании — никогда не останавливаться на достигнутом и всегда идти вперёд. Именно поэтому компания Sandberg создала акриловую бас-гитару с LED-подсветкой — Plasma bass, или именной инструмент Оливера Риделя (Rammstein) — Terra Bass — разработанный специально для низкого строя BEAD, или уникальный «Fishbass» для Ян С. Екерт (Masterplan).

## Известные музыканты, предпочитающие Sandberg
- Оливер Ридель из Rammstein — играет на Sandberg Terrabass, Custom 5-string и Plasmabass.
- Гросскопф, Маркус из Helloween — играет на Sandberg California JJ.
- Ричард Джонс из Stereophonics — играет на Sandberg California PM 4-string.
- Георг Листинг из Tokio Hotel — играет на Sandberg Basic PM, Sandberg California PM.
- Джейсон Джеймс из Bullet For My Valentine — играет на Sandberg Basic, Sandberg Basic PM.
- Джон Левен из Europe — играет на Sandberg California JJ 4-string hardcore aged white